# 被動語態
被動語態（英語：Passive voice，縮寫爲PASS）是許多語言中常見的語態之一。在一個使用被動語態的從句中，主語表達主動詞的客體（theme）或受事時，所提及的人或物兩者要麽有一個會經歷句子的動作，要麽兩者之間的狀態會進行互換。這一概念與主語擁有主事的主動語態相對應。例如在被動句（意即「樹被推倒了」）中，主語（the tree）指的是行動的受事而非主事。與之相反，（有人推倒了樹）和（樹倒了）都屬于主動句。
在被動句中，通常應由動詞賓語或另一論元表達的内容改由主語表達；通常應該由主語表達的内容會被直接刪除或者由句子的附加語表示。因此，將主動動詞轉化爲被動動詞實際上使及物動詞變成了不及物動詞，從而形成了一個降低配價的過程。但該規則并非永远适用，如在日本語中，被動語態結構與配價的降低就沒有必然聯係。
許多語言同時具備主動和被動語態——這一性質能夠使句子結構更加靈活，而無論是語義的主事還是受事都能承擔主語的句法角色。使用被動語態可以令人在交談中通過將修辭部分（而非主事）置於主語位置從而達到組織話語時的彈性。這一目的可以通過前景化受事或其它主題角色（主題關係）或將語義受事當作談話的主題來完成。被動語態同樣可以用作避免説明一個動作的主事。

## 外部連結
- Confusion over avoiding the passive（页面存档备份，存于）